# Cabildo indígena
Un cabildo indígena es una entidad territorial descentralizada y semiautónoma de Colombia que ejerce la función de representar a las comunidades indígenas colombianas ante el gobierno local y nacional. A efectos administrativos y gubernamentales son similares a otros entes como los municipios y los departamentos y engloban sus formas internas de gobierno y marco legal.Se considera una entidad atípica, puesto que no obedece directamente en todos los aspectos a los entes territoriales en los cuales está presente, sino que tiene características judiciales específicas y una legislación interna diferente a la colombiana, puesto que esta última respeta hasta cierto punto su autonomía y sus sistemas internos de gobierno.
En muchos de ellos existe la figura de Gobernador indígena, que está reconocido como servidor público y tiene autonomía sobre el territorio y la población del cabildo indígena, y se considera como una autoridad civil dentro del mismo, reconocido también como servidor público, en virtud del artículo séptimo de la Constitución Política de Colombia: "El Estado reconoce y protege la diversidad étnica y cultural de la Nación colombiana". Además, el artículo 63 de la carta magna de Colombia habla sobre los territorios indígenas: "Los bienes de uso público, los parques naturales, las tierras comunales de grupos étnicos, las tierras de resguardo, el patrimonio arqueológico de la Nación y los demás bienes que determine la ley, son inalienables, imprescriptibles e inembargables", con lo cual cuentan con un nivel de protección especial en el cual no operan las mismas leyes que para otros territorios del país en cuanto a su manejo y cuidado, al considerarse que Colombia es un estado pluriétnico y pluricultural, en el cual además se protege su cultura e idioma, según el artículo 10 de la misma Constitución: "Las lenguas y dialectos de
los grupos étnicos son también oficiales en sus territorios. La enseñanza que se imparta
en las comunidades con tradiciones lingüísticas propias será bilingüe.".
Según los datos del Ministerio del Interior de Colombia a 2022, existen cerca de 1.200.000 colombianos registrados como indígenas y viviendo en cabildos y resguardos indígenas, por lo cual representan aproximadamente un 2,5% de la población del país. Existen más de 900 entidades registradas como resguardos y cabildos indígenas, algunos formal y otros informalmente.